# Ginegar
Ginegar (hebrejsky גִּנֵּיגָר, anglicky Ginegar, v oficiálním seznamu sídel Ginnegar) je vesnice typu kibuc v Izraeli, v Severním distriktu, v Oblastní radě Jizre'elské údolí.

## Geografie
Leží v nadmořské výšce 109 metrů v Dolní Galileji, na pomezí severního okraje Jizre'elského údolí s intenzivním zemědělstvím a pohoří Harej Nacrat (Nazaretské hory), jejichž svahy jsou pokryty lesním komplexem Ja'ar Balfour. Jižně od vesnice protéká údolím vádí Nachal Mizra.
Vesnice se nachází cca 7 kilometrů severoseverozápadně od města Afula, 1 kilometr jihovýchodně od města Migdal ha-Emek, cca 80 kilometrů severovýchodně od centra Tel Avivu a cca 30 kilometrů jihovýchodně od centra Haify. Ginegar obývají Židé, přičemž osídlení v tomto regionu je převážně židovské. Aglomerace Nazaretu, kterou obývají převážně izraelští Arabové, ale začíná jen cca 2 kilometry severovýchodním směrem.
Ginegar je na dopravní síť napojen pomocí dálnice číslo 73.

## Dějiny

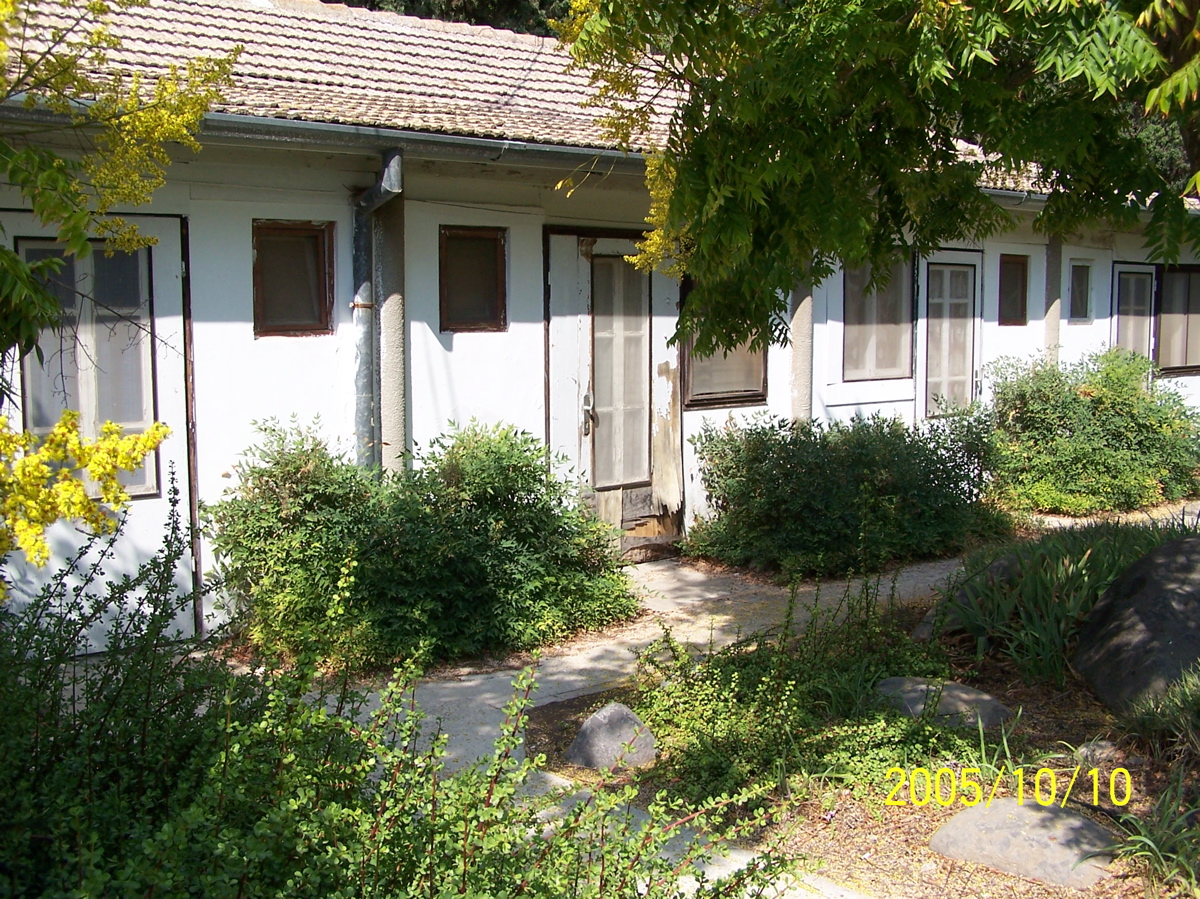
Turistické ubytování v kibucu Ginegar

Ginegar byl založen v roce 1922 v rámci třetí aliji. Nazván byl podle židovského sídla Niginar nebo Nignigar (נגינר ,נגניגר) z počátku letopočtu, zmiňovaného v Talmudu. Jméno této zaniklé obce se uchovalo v arabském místním názvu Džindžir (ג'נג'אר). Roku 1896 se zde o zemědělské aktivity pokoušeli templeři - členové německé křesťanské sekty. Roku 1916 zdejší pozemky vykoupil Židovský národní fond a provedl první přípravné práce pro budoucí osidlování.
Zakladateli Ginegaru byli Židé původem z Ruska a Polska, kteří do tehdejší mandátní Palestiny přišli v rámci druhé aliji a kteří za sebou už měli zkušenost se zakládáním zemědělských osad. Roku 1920 zřídili nedaleko Deganije u Galilejského jezera kibuc Deganija Gimel, který ale pro nedostatek půdy byl roku 1922 opuštěn a jeho obyvatelé se přesunuli sem. Zakladatelská skupina pak byla posílena o židovské přistěhovalce z Německa, Československa a USA.
Ve 40. letech 20. století byla vesnice jedním z center židovských jednotek Palmach. Roku 1949 měl Ginegar 401 obyvatel a rozlohu katastrálního území 2550 dunamů (2,55 kilometrů čtverečních).
Ekonomika Ginegaru je založena na zemědělství a průmyslu. V obci fungují zařízení předškolní péče o děti a základní škola. Je tu k dispozici plavecký bazén a společenské centrum.

## Demografie
Obyvatelstvo kibucu Ginegar je sekulární. Podle údajů z roku 2014 tvořili naprostou většinu obyvatel v Ginegar Židé (včetně statistické kategorie "ostatní", která zahrnuje nearabské obyvatele židovského původu ale bez formální příslušnosti k židovskému náboženství).
Jde o menší sídlo vesnického typu s dlouhodobě rostoucí populací. K 31. prosinci 2014 zde žilo 642 lidí. Během roku 2014 populace stoupla o 5,8 %.
| Rok            | 1948 | 1949 | 1961 | 1972 | 1983 | 1995 | 2001 | 2003 | 2004 | 2005 | 2006 | 2007 | 2008 | 2009 | 2010 | 2011 | 2012 | 2013 | 2014 |
| -------------- | ---- | ---- | ---- | ---- | ---- | ---- | ---- | ---- | ---- | ---- | ---- | ---- | ---- | ---- | ---- | ---- | ---- | ---- | ---- |
| Počet obyvatel | 444  | 401  | 461  | 440  | 489  | 490  | 452  | 450  | 442  | 457  | 481  | 487  | 502  | 548  | 546  | 580  | 581  | 607  | 642  |